# Ferrovia Tangeri-Casablanca
La ferrovia Casablanca–Tangeri è una delle linee ferroviarie più importanti del Marocco. È a scartamento normale, elettrificata a corrente continua a 3000 volt e collega le città più importanti con un percorso che si svolge per la maggior parte lungo la costa atlantica seguendo la direttrice della strada nazionale 1.
Fa parte della rete gestita dall'Office National des Chemins de Fer.
Le stazioni principali servite sono Tangeri, Kenitra, Rabat e Casablanca. Dal 2010 sono in funzione servizi cadenzati.